# Lista planetelor minore: 274001–275000
Aceasta este lista planetelor minore cu numerele 274001–275000.

## 274001–274100
| Denumire         | Denumire provizorie | Data descoperirii  | Locul descoperirii | Descoperitor(i)       |
| ---------------- | ------------------- | ------------------ | ------------------ | --------------------- |
| 274001 –         | 2007 PG1            | 4 august 2007      | Great Shefford     | P. Birtwhistle        |
| 274002 –         | 2007 PW12           | 8 august 2007      | Socorro            | LINEAR                |
| 274003 –         | 2007 PF17           | 9 august 2007      | Dauban             | Chante-Perdrix        |
| 274004 –         | 2007 PS21           | 9 august 2007      | Socorro            | LINEAR                |
| 274005 –         | 2007 PX23           | 12 august 2007     | Socorro            | LINEAR                |
| 274006 –         | 2007 PJ38           | 14 august 2007     | Socorro            | LINEAR                |
| 274007 –         | 2007 PN39           | 15 august 2007     | Altschwendt        | W. Ries               |
| 274008 –         | 2007 PC41           | 13 august 2007     | Socorro            | LINEAR                |
| 274009 –         | 2007 PH45           | 10 august 2007     | Kitt Peak          | Spacewatch            |
| 274010 –         | 2007 PG46           | 10 august 2007     | Kitt Peak          | Spacewatch            |
| 274011 –         | 2007 PA50           | 10 august 2007     | Kitt Peak          | Spacewatch            |
| 274012 –         | 2007 QY5            | 21 august 2007     | Anderson Mesa      | LONEOS                |
| 274013 –         | 2007 QB10           | 22 august 2007     | Socorro            | LINEAR                |
| 274014 –         | 2007 QS10           | 23 august 2007     | Kitt Peak          | Spacewatch            |
| 274015 –         | 2007 QS15           | 21 august 2007     | Anderson Mesa      | LONEOS                |
| 274016 –         | 2007 RL4            | 3 septembrie 2007  | Catalina           | CSS                   |
| 274017 –         | 2007 RU4            | 3 septembrie 2007  | Catalina           | CSS                   |
| 274018 –         | 2007 RB6            | 5 septembrie 2007  | Dauban             | Chante-Perdrix        |
| 274019 –         | 2007 RL15           | 12 septembrie 2007 | Hibiscus           | S. F. Hönig, N. Teamo |
| 274020 Skywalker | 2007 RW15           | 12 septembrie 2007 | Taunus             | S. Karge, E. Schwab   |
| 274021 –         | 2007 RB18           | 12 septembrie 2007 | Gaisberg           | R. Gierlinger         |
| 274022 –         | 2007 RZ18           | 13 septembrie 2007 | Dauban             | Chante-Perdrix        |
| 274023 –         | 2007 RE21           | 3 septembrie 2007  | Catalina           | CSS                   |
| 274024 –         | 2007 RK21           | 3 septembrie 2007  | Catalina           | CSS                   |
| 274025 –         | 2007 RM22           | 3 septembrie 2007  | Catalina           | CSS                   |
| 274026 –         | 2007 RT29           | 4 septembrie 2007  | Catalina           | CSS                   |
| 274027 –         | 2007 RE50           | 9 septembrie 2007  | Kitt Peak          | Spacewatch            |
| 274028 –         | 2007 RF77           | 10 septembrie 2007 | Mount Lemmon       | Mount Lemmon Survey   |
| 274029 –         | 2007 RS91           | 10 septembrie 2007 | Mount Lemmon       | Mount Lemmon Survey   |
| 274030 –         | 2007 RH95           | 10 septembrie 2007 | Kitt Peak          | Spacewatch            |
| 274031 –         | 2007 RE113          | 11 septembrie 2007 | Kitt Peak          | Spacewatch            |
| 274032 –         | 2007 RL124          | 12 septembrie 2007 | Mount Lemmon       | Mount Lemmon Survey   |
| 274033 –         | 2007 RG134          | 12 septembrie 2007 | Catalina           | CSS                   |
| 274034 –         | 2007 RH137          | 14 septembrie 2007 | Mount Lemmon       | Mount Lemmon Survey   |
| 274035 –         | 2007 RR144          | 14 septembrie 2007 | Socorro            | LINEAR                |
| 274036 –         | 2007 RM164          | 10 septembrie 2007 | Kitt Peak          | Spacewatch            |
| 274037 –         | 2007 RG188          | 9 septembrie 2007  | Anderson Mesa      | LONEOS                |
| 274038 –         | 2007 RY208          | 10 septembrie 2007 | Kitt Peak          | Spacewatch            |
| 274039 –         | 2007 RL211          | 11 septembrie 2007 | Mount Lemmon       | Mount Lemmon Survey   |
| 274040 –         | 2007 RZ215          | 12 septembrie 2007 | Kitt Peak          | Spacewatch            |
| 274041 –         | 2007 RL246          | 12 septembrie 2007 | Kitt Peak          | Spacewatch            |
| 274042 –         | 2007 RJ275          | 6 septembrie 2007  | Siding Spring      | SSS                   |
| 274043 –         | 2007 RU279          | 8 septembrie 2007  | Siding Spring      | SSS                   |
| 274044 –         | 2007 RY279          | 9 septembrie 2007  | Anderson Mesa      | LONEOS                |
| 274045 –         | 2007 RQ295          | 14 septembrie 2007 | Mount Lemmon       | Mount Lemmon Survey   |
| 274046 –         | 2007 RP310          | 6 septembrie 2007  | Siding Spring      | SSS                   |
| 274047 –         | 2007 RX311          | 5 septembrie 2007  | Anderson Mesa      | LONEOS                |
| 274048 –         | 2007 RC312          | 11 septembrie 2007 | Catalina           | CSS                   |
| 274049 –         | 2007 RK315          | 9 septembrie 2007  | Mount Lemmon       | Mount Lemmon Survey   |
| 274050 –         | 2007 RT319          | 13 septembrie 2007 | Socorro            | LINEAR                |
| 274051 –         | 2007 RC321          | 13 septembrie 2007 | Socorro            | LINEAR                |
| 274052 –         | 2007 SC1            | 19 septembrie 2007 | Mayhill            | A. Lowe               |
| 274053 –         | 2007 SM20           | 25 septembrie 2007 | Mount Lemmon       | Mount Lemmon Survey   |
| 274054 –         | 2007 TA9            | 6 octombrie 2007   | Bergisch Gladbach  | W. Bickel             |
| 274055 –         | 2007 TW18           | 9 octombrie 2007   | Catalina           | CSS                   |
| 274056 –         | 2007 TP24           | 11 octombrie 2007  | Eskridge           | G. Hug                |
| 274057 –         | 2007 TW58           | 5 octombrie 2007   | Kitt Peak          | Spacewatch            |
| 274058 –         | 2007 TD69           | 13 octombrie 2007  | Altschwendt        | W. Ries               |
| 274059 –         | 2007 TB95           | 7 octombrie 2007   | Catalina           | CSS                   |
| 274060 –         | 2007 TF111          | 8 octombrie 2007   | Catalina           | CSS                   |
| 274061 –         | 2007 TC135          | 8 octombrie 2007   | Kitt Peak          | Spacewatch            |
| 274062 –         | 2007 TH147          | 7 octombrie 2007   | Socorro            | LINEAR                |
| 274063 –         | 2007 TZ149          | 9 octombrie 2007   | Socorro            | LINEAR                |
| 274064 –         | 2007 TM274          | 11 octombrie 2007  | Kitt Peak          | Spacewatch            |
| 274065 –         | 2007 TR283          | 8 octombrie 2007   | Mount Lemmon       | Mount Lemmon Survey   |
| 274066 –         | 2007 TB287          | 11 octombrie 2007  | Mount Lemmon       | Mount Lemmon Survey   |
| 274067 –         | 2007 TZ421          | 15 octombrie 2007  | Catalina           | CSS                   |
| 274068 –         | 2007 TN428          | 11 octombrie 2007  | Catalina           | CSS                   |
| 274069 –         | 2007 VU188          | 12 noiembrie 2007  | Socorro            | LINEAR                |
| 274070 –         | 2007 VL193          | 4 noiembrie 2007   | Mount Lemmon       | Mount Lemmon Survey   |
| 274071 –         | 2007 XE4            | 3 decembrie 2007   | Catalina           | CSS                   |
| 274072 –         | 2007 XM17           | 8 decembrie 2007   | Bisei SG Center    | BATTeRS               |
| 274073 –         | 2007 XH32           | 15 decembrie 2007  | Catalina           | CSS                   |
| 274074 –         | 2007 XO33           | 10 decembrie 2007  | Socorro            | LINEAR                |
| 274075 –         | 2007 XV38           | 13 decembrie 2007  | Socorro            | LINEAR                |
| 274076 –         | 2007 YW21           | 16 decembrie 2007  | Kitt Peak          | Spacewatch            |
| 274077 –         | 2007 YK34           | 28 decembrie 2007  | Kitt Peak          | Spacewatch            |
| 274078 –         | 2007 YT43           | 30 decembrie 2007  | Kitt Peak          | Spacewatch            |
| 274079 –         | 2008 AE25           | 10 ianuarie 2008   | Mount Lemmon       | Mount Lemmon Survey   |
| 274080 –         | 2008 AJ25           | 10 ianuarie 2008   | Mount Lemmon       | Mount Lemmon Survey   |
| 274081 –         | 2008 AB33           | 11 ianuarie 2008   | Kitt Peak          | Spacewatch            |
| 274082 –         | 2008 AM60           | 11 ianuarie 2008   | Kitt Peak          | Spacewatch            |
| 274083 –         | 2008 AK85           | 13 ianuarie 2008   | Kitt Peak          | Spacewatch            |
| 274084 Baldone   | 2008 AU101          | 3 ianuarie 2008    | Baldone            | K. Černis, I. Eglitis |
| 274085 –         | 2008 AF112          | 12 ianuarie 2008   | Catalina           | CSS                   |
| 274086 –         | 2008 BN23           | 31 ianuarie 2008   | Mount Lemmon       | Mount Lemmon Survey   |
| 274087 –         | 2008 BF40           | 31 ianuarie 2008   | Catalina           | CSS                   |
| 274088 –         | 2008 BT49           | 19 ianuarie 2008   | Mount Lemmon       | Mount Lemmon Survey   |
| 274089 –         | 2008 CA16           | 3 februarie 2008   | Kitt Peak          | Spacewatch            |
| 274090 –         | 2008 CJ52           | 7 februarie 2008   | Kitt Peak          | Spacewatch            |
| 274091 –         | 2008 CE63           | 8 februarie 2008   | Kitt Peak          | Spacewatch            |
| 274092 –         | 2008 CZ71           | 9 februarie 2008   | Socorro            | LINEAR                |
| 274093 –         | 2008 CO73           | 6 februarie 2008   | Catalina           | CSS                   |
| 274094 –         | 2008 CS91           | 8 februarie 2008   | Kitt Peak          | Spacewatch            |
| 274095 –         | 2008 CQ94           | 8 februarie 2008   | Mount Lemmon       | Mount Lemmon Survey   |
| 274096 –         | 2008 CZ115          | 10 februarie 2008  | Mount Lemmon       | Mount Lemmon Survey   |
| 274097 –         | 2008 CS135          | 8 februarie 2008   | Kitt Peak          | Spacewatch            |
| 274098 –         | 2008 CA149          | 9 februarie 2008   | Mount Lemmon       | Mount Lemmon Survey   |
| 274099 –         | 2008 CF172          | 12 februarie 2008  | Siding Spring      | SSS                   |
| 274100 –         | 2008 CX174          | 13 februarie 2008  | Anderson Mesa      | LONEOS                |

## 274101–274200
| Denumire            | Denumire provizorie | Data descoperirii | Locul descoperirii | Descoperitor(i) |
| ------------------- | ------------------- | ----------------- | ------------------ | --------------- |
| 274105 –            | 2008 DC4            | 26 februarie 2008 | Wildberg           | R. Apitzsch     |
| 274136 –            | 2008 FP5            | 28 martie 2008    | Grove Creek        | F. Tozzi        |
| 274137 Angelaglinos | 2008 FC6            | 28 martie 2008    | Jarnac             | Jarnac          |
| 274191 –            | 2008 HU3            | 28 aprilie 2008   | La Sagra           | OAM             |

## 274201–274300
| Denumire        | Denumire provizorie | Data descoperirii   | Locul descoperirii   | Descoperitor(i)        |
| --------------- | ------------------- | ------------------- | -------------------- | ---------------------- |
| 274201 –        | 2008 HY33           | 27 aprilie 2008     | Kitt Peak            | Spacewatch             |
| 274202 –        | 2008 HJ44           | 27 aprilie 2008     | Mount Lemmon         | Mount Lemmon Survey    |
| 274203 –        | 2008 HT44           | 28 aprilie 2008     | Kitt Peak            | Spacewatch             |
| 274204 –        | 2008 HX50           | 29 aprilie 2008     | Kitt Peak            | Spacewatch             |
| 274205 –        | 2008 HE52           | 29 aprilie 2008     | Mount Lemmon         | Mount Lemmon Survey    |
| 274206 –        | 2008 HF55           | 29 aprilie 2008     | Kitt Peak            | Spacewatch             |
| 274207 –        | 2008 HE58           | 30 aprilie 2008     | Mount Lemmon         | Mount Lemmon Survey    |
| 274208 –        | 2008 HF62           | 30 aprilie 2008     | Kitt Peak            | Spacewatch             |
| 274209 –        | 2008 HN65           | 30 aprilie 2008     | Kitt Peak            | Spacewatch             |
| 274210 –        | 2008 HV66           | 24 aprilie 2008     | Kitt Peak            | Spacewatch             |
| 274211 –        | 2008 HQ67           | 30 aprilie 2008     | Mount Lemmon         | Mount Lemmon Survey    |
| 274212 –        | 2008 JX             | 1 mai 2008          | Mount Lemmon         | Mount Lemmon Survey    |
| 274213 Satriani | 2008 JA6            | 5 mai 2008          | Nogales              | J.-C. Merlin           |
| 274214 –        | 2008 JY6            | 2 mai 2008          | Kitt Peak            | Spacewatch             |
| 274215 –        | 2008 JA7            | 2 mai 2008          | Kitt Peak            | Spacewatch             |
| 274216 –        | 2008 JK16           | 3 mai 2008          | Mount Lemmon         | Mount Lemmon Survey    |
| 274217 –        | 2008 JO29           | 13 mai 2008         | Mount Lemmon         | Mount Lemmon Survey    |
| 274218 –        | 2008 JU30           | 11 mai 2008         | Kitt Peak            | Spacewatch             |
| 274219 –        | 2008 JB36           | 3 mai 2008          | Mount Lemmon         | Mount Lemmon Survey    |
| 274220 –        | 2008 JG36           | 3 mai 2008          | Mount Lemmon         | Mount Lemmon Survey    |
| 274221 –        | 2008 JY37           | 13 mai 2008         | Mount Lemmon         | Mount Lemmon Survey    |
| 274222 –        | 2008 JS40           | 15 mai 2008         | Kitt Peak            | Spacewatch             |
| 274223 –        | 2008 KV4            | 27 mai 2008         | Kitt Peak            | Spacewatch             |
| 274224 –        | 2008 KU5            | 28 mai 2008         | Kitt Peak            | Spacewatch             |
| 274225 –        | 2008 KR20           | 28 mai 2008         | Mount Lemmon         | Mount Lemmon Survey    |
| 274226 –        | 2008 KX30           | 29 mai 2008         | Kitt Peak            | Spacewatch             |
| 274227 –        | 2008 KF31           | 29 mai 2008         | Kitt Peak            | Spacewatch             |
| 274228 –        | 2008 KR31           | 29 mai 2008         | Kitt Peak            | Spacewatch             |
| 274229 –        | 2008 KL34           | 31 mai 2008         | Mount Lemmon         | Mount Lemmon Survey    |
| 274230 –        | 2008 KU36           | 29 mai 2008         | Kitt Peak            | Spacewatch             |
| 274231 –        | 2008 KJ40           | 29 mai 2008         | Grove Creek          | F. Tozzi               |
| 274232 –        | 2008 LL12           | 2 iunie 2008        | Sierra Stars         | W. G. Dillon, D. Wells |
| 274233 –        | 2008 LN15           | 9 iunie 2008        | Kitt Peak            | Spacewatch             |
| 274234 –        | 2008 LO16           | 13 iunie 2008       | Calvin-Rehoboth      | Calvin College         |
| 274235 –        | 2008 MJ2            | 30 iunie 2008       | Kitt Peak            | Spacewatch             |
| 274236 –        | 2008 MF5            | 28 iunie 2008       | Siding Spring        | SSS                    |
| 274237 –        | 2008 MG5            | 28 iunie 2008       | Siding Spring        | SSS                    |
| 274238 –        | 2008 NF1            | 3 iulie 2008        | Pla D'Arguines       | R. Ferrando            |
| 274239 –        | 2008 NK1            | 3 iulie 2008        | Grove Creek          | F. Tozzi               |
| 274240 –        | 2008 NS2            | 10 iulie 2008       | La Sagra             | OAM                    |
| 274241 –        | 2008 NH5            | 5 iulie 2008        | Siding Spring        | SSS                    |
| 274242 –        | 2008 OW             | 26 iulie 2008       | La Sagra             | OAM                    |
| 274243 –        | 2008 OH3            | 14 septembrie 2004* | Anderson Mesa        | LONEOS                 |
| 274244 –        | 2008 OL3            | 27 iulie 2008       | Bisei SG Center      | BATTeRS                |
| 274245 –        | 2008 OS6            | 26 iulie 2008       | Siding Spring        | SSS                    |
| 274246 –        | 2008 OY9            | 31 iulie 2008       | Vallemare di Borbona | V. S. Casulli          |
| 274247 –        | 2008 OJ11           | 31 iulie 2008       | La Sagra             | OAM                    |
| 274248 –        | 2008 OO12           | 29 iulie 2008       | Socorro              | LINEAR                 |
| 274249 –        | 2008 OU13           | 29 iulie 2008       | La Sagra             | OAM                    |
| 274250 –        | 2008 OH19           | 29 iulie 2008       | Kitt Peak            | Spacewatch             |
| 274251 –        | 2008 OQ19           | 29 iulie 2008       | Kitt Peak            | Spacewatch             |
| 274252 –        | 2008 OW19           | 29 iulie 2008       | Kitt Peak            | Spacewatch             |
| 274253 –        | 2008 OD20           | 30 iulie 2008       | Kitt Peak            | Spacewatch             |
| 274254 –        | 2008 OO20           | 29 iulie 2008       | Kitt Peak            | Spacewatch             |
| 274255 –        | 2008 OS20           | 29 iulie 2008       | Kitt Peak            | Spacewatch             |
| 274256 –        | 2008 OV20           | 29 iulie 2008       | Kitt Peak            | Spacewatch             |
| 274257 –        | 2008 OY20           | 29 iulie 2008       | Kitt Peak            | Spacewatch             |
| 274258 –        | 2008 OP21           | 30 iulie 2008       | Kitt Peak            | Spacewatch             |
| 274259 –        | 2008 OZ23           | 31 iulie 2008       | Kitt Peak            | Spacewatch             |
| 274260 –        | 2008 OH25           | 29 iulie 2008       | Kitt Peak            | Spacewatch             |
| 274261 –        | 2008 PS             | 1 august 2008       | Dauban               | F. Kugel               |
| 274262 –        | 2008 PT             | 1 august 2008       | Dauban               | F. Kugel               |
| 274263 –        | 2008 PJ5            | 5 august 2008       | La Sagra             | OAM                    |
| 274264 –        | 2008 PZ6            | 5 august 2008       | Vallemare di Borbona | V. S. Casulli          |
| 274265 –        | 2008 PJ7            | 5 august 2008       | La Sagra             | OAM                    |
| 274266 –        | 2008 PB8            | 5 august 2008       | La Sagra             | OAM                    |
| 274267 –        | 2008 PG8            | 6 august 2008       | La Sagra             | OAM                    |
| 274268 –        | 2008 PQ9            | 8 august 2008       | Dauban               | F. Kugel               |
| 274269 –        | 2008 PM11           | 8 august 2008       | Reedy Creek          | J. Broughton           |
| 274270 –        | 2008 PP11           | 9 august 2008       | Reedy Creek          | J. Broughton           |
| 274271 –        | 2008 PZ11           | 10 august 2008      | Pla D'Arguines       | R. Ferrando            |
| 274272 –        | 2008 PC12           | 10 august 2008      | Pla D'Arguines       | R. Ferrando            |
| 274273 –        | 2008 PQ12           | 9 august 2008       | La Sagra             | OAM                    |
| 274274 –        | 2008 PB13           | 10 august 2008      | La Sagra             | OAM                    |
| 274275 –        | 2008 PG14           | 10 august 2008      | La Sagra             | OAM                    |
| 274276 –        | 2008 PA16           | 8 august 2008       | Reedy Creek          | J. Broughton           |
| 274277 –        | 2008 PU18           | 5 august 2008       | Siding Spring        | SSS                    |
| 274278 –        | 2008 PM20           | 6 august 2008       | Siding Spring        | SSS                    |
| 274279 –        | 2008 PK21           | 6 august 2008       | Siding Spring        | SSS                    |
| 274280 –        | 2008 PQ21           | 6 august 2008       | Siding Spring        | SSS                    |
| 274281 –        | 2008 QK2            | 24 august 2008      | La Sagra             | OAM                    |
| 274282 –        | 2008 QW2            | 24 august 2008      | Marly                | P. Kocher              |
| 274283 –        | 2008 QX2            | 24 august 2008      | Dauban               | F. Kugel               |
| 274284 –        | 2008 QM6            | 25 august 2008      | Dauban               | F. Kugel               |
| 274285 –        | 2008 QJ8            | 25 august 2008      | La Sagra             | OAM                    |
| 274286 –        | 2008 QB9            | 25 august 2008      | La Sagra             | OAM                    |
| 274287 –        | 2008 QO9            | 25 august 2008      | La Sagra             | OAM                    |
| 274288 –        | 2008 QC10           | 26 august 2008      | La Sagra             | OAM                    |
| 274289 –        | 2008 QV12           | 26 august 2008      | La Sagra             | OAM                    |
| 274290 –        | 2008 QX13           | 27 august 2008      | Piszkéstető          | K. Sárneczky           |
| 274291 –        | 2008 QF14           | 21 august 2008      | Kitt Peak            | Spacewatch             |
| 274292 –        | 2008 QQ16           | 26 august 2008      | La Sagra             | OAM                    |
| 274293 –        | 2008 QU16           | 26 august 2008      | La Sagra             | OAM                    |
| 274294 –        | 2008 QR17           | 26 februarie 2007*  | Mount Lemmon         | Mount Lemmon Survey    |
| 274295 –        | 2008 QN18           | 28 august 2008      | Pla D'Arguines       | R. Ferrando            |
| 274296 –        | 2008 QJ19           | 27 august 2008      | Kleť                 | Kleť                   |
| 274297 –        | 2008 QN19           | 29 august 2008      | Hibiscus             | S. F. Hönig, N. Teamo  |
| 274298 –        | 2008 QL22           | 26 august 2008      | Socorro              | LINEAR                 |
| 274299 –        | 2008 QM22           | 26 august 2008      | Socorro              | LINEAR                 |
| 274300 UNESCO   | 2008 QG24           | 25 august 2008      | Andrushivka          | Andrushivka            |

## 274301–274400
| Denumire           | Denumire provizorie | Data descoperirii | Locul descoperirii | Descoperitor(i) |
| ------------------ | ------------------- | ----------------- | ------------------ | --------------- |
| 274301 Wikipedia   | 2008 QH24           | 25 august 2008    | Andrushivka        | Andrushivka     |
| 274333 Voznyukigor | 2008 RT21           | 2 septembrie 2008 | Andrushivka        | Andrushivka     |
| 274334 Kyivplaniy  | 2008 RP22           | 3 septembrie 2008 | Andrushivka        | Andrushivka     |
| 274335 –           | 2008 RW22           | 5 septembrie 2008 | Wrightwood         | J. W. Young     |
| 274337 –           | 2008 RP25           | 5 septembrie 2008 | Goodricke-Pigott   | R. A. Tucker    |

## 274401–274500
| Denumire | Denumire provizorie | Data descoperirii  | Locul descoperirii | Descoperitor(i) |
| -------- | ------------------- | ------------------ | ------------------ | --------------- |
| 274416 – | 2008 SE7            | 22 septembrie 2008 | Skylive            | F. Tozzi        |

## 274501–274600
| Denumire | Denumire provizorie | Data descoperirii | Locul descoperirii | Descoperitor(i) |
| -------- | ------------------- | ----------------- | ------------------ | --------------- |
| 274591 – | 2008 TE26           | 9 octombrie 2008  | Kachina            | J. Hobart       |

## 274701–274800
| Denumire | Denumire provizorie | Data descoperirii | Locul descoperirii | Descoperitor(i) |
| -------- | ------------------- | ----------------- | ------------------ | --------------- |
| 274705 – | 2008 UH91           | 27 octombrie 2008 | Hibiscus           | J.-C. Pelle     |
| 274797 – | 2008 WW63           | 24 noiembrie 2008 | Calvin-Rehoboth    | L. A. Molnar    |

## 274801–274900
| Denumire                | Denumire provizorie | Data descoperirii  | Locul descoperirii | Descoperitor(i)      |
| ----------------------- | ------------------- | ------------------ | ------------------ | -------------------- |
| 274810 Fedáksári        | 2008 YP25           | 27 decembrie 2008  | Piszkéstető        | K. Sárneczky         |
| 274821 –                | 2009 OW2            | 21 iulie 2009      | Plana              | F. Fratev            |
| 274822 –                | 2009 OJ8            | 28 iulie 2009      | Tiki               | N. Teamo             |
| 274835 –                | 2009 QC11           | 22 august 2009     | Tzec Maun          | Schwab, E.           |
| 274843 Mykhailopetrenko | 2009 QF30           | 24 august 2009     | Andrushivka        | Andrushivka          |
| 274846 –                | 2009 QO38           | 30 august 2009     | Taunus             | S. Karge, R. Kling   |
| 274856 –                | 2009 RQ5            | 13 septembrie 2009 | ESA OGS            | ESA OGS              |
| 274860 Emilylakdawalla  | 2009 RE26           | 13 septembrie 2009 | ESA OGS            | M. Busch, R. Kresken |

## 274901–275000
| Denumire      | Denumire provizorie | Data descoperirii  | Locul descoperirii | Descoperitor(i)            |
| ------------- | ------------------- | ------------------ | ------------------ | -------------------------- |
| 274928 –      | 2009 SU170          | 26 septembrie 2009 | Taunus             | R. Kling, U. Zimmer        |
| 274981 Petrsu | 2009 TV2            | 12 octombrie 2009  | Tzec Maun          | A. Novichonok, D. Chestnov |
| 274998 –      | 2009 TA26           | 14 octombrie 2009  | Purple Mountain    | PMO NEO Survey Program     |
| 275000        | 2009 TV29           | 15 octombrie 2009  | Mount Lemmon       | Mount Lemmon Survey        |